# Antero dos Santos Pereira

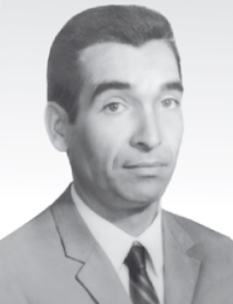
Antero dos Santos Pereira

Antero dos Santos Pereira (Moreiras, Chaves, 18 de Abril de 1929 - 15 de Maio de 2019), foi um empresário português, fundador do grupo Anteros. 
Antero Pereira formou-se no curso da Escola Comercial de Chaves, tendo sido distinguido com o “Prémio de Mérito Escolar”, atribuído ao melhor aluno do curso. Filho do prestigiado inventor flaviense Júlio dos Santos Pereira. Em 1951 Antero dos Santos Pereira inicia o seu percurso como empresário constituindo-se sócio da empresa "Cerámica e Serração do Tâmega". 

## Angola - "O despertar de um sonho"
Em 1953, Antero dos Santos Pereira, parte para angola em busca do que seria o seu despertar de um sonho. Após 8 anos de trabalho em Angola, numa empresa de metalomecânica, reparações e representações, Antero dos Santos Pereira inicia, em 1961, com 32 anos, a sua caminhada e atividade na construção civil. No mesmo ano é também responsável pela criação da organização empresarial SAGAN (Sociedade Comercial de Transitários), dedicada ao armazenamento e desalfandegamento de mercadorias. 

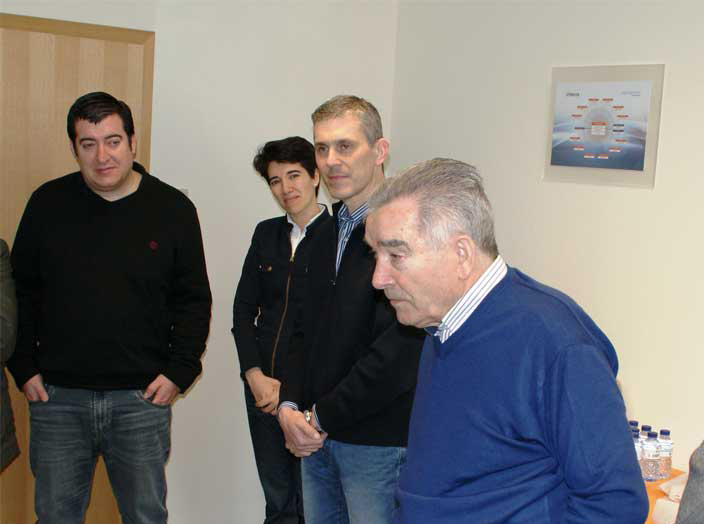
Sr. Antero dos Santos Pereira na entrega do Prémio de Mérito “Antero dos Santos Pereira” aos melhores alunos das escolas secundárias da região flaviense.

## "Construir e ser Solidário com as suas Origens"
Mantendo plena atividade empresarial em Angola e de forma a  aproveitar sinergias, resultantes do profundo conhecimento e confiança recíprocos, Antero dos Santos Pereira, cria no ano de 1977 em Portugal, uma das mais pujantes empresas de Trás-os-Montes, a Anteros Empreitadas, S.A., sediada na cidade de Chaves. De forma a complementar a sua presença no mercado, criou em 1989 as empresas Britanteros, S.A.; Betanteros, S.A. e Anteros Comercial, S.A..  Em 2011 o grupo é reorganizado de forma a fazer face aos novos desafios e contexto do mercado, o grupo dotou-se da melhor tecnologia e formou equipas e quadros, de que resultou, ao longo destes anos, o prestígio de que hoje goza.

## Prémios e Homenagens

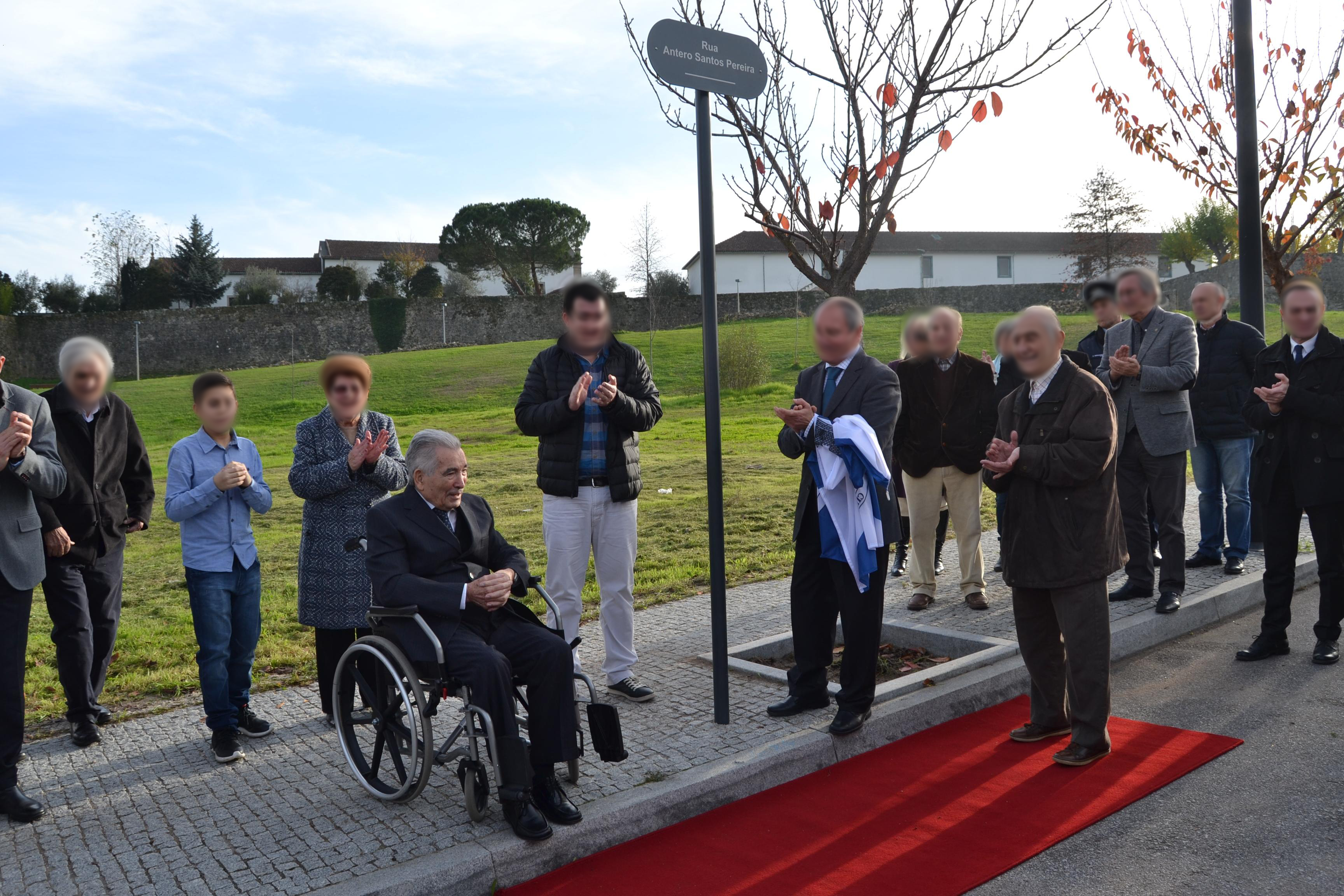
Antero dos Santos Pereira na inauguração da Rua Antero Santos Pereira em homenagem ao próprio.

Antero dos Santos Pereira foi um orgulhoso filho da terra flaviense, tendo o seu trabalho refletido sempre a sua preocupação com a zona de onde era oriundo. As diversas organizações flavienses distinguiram o trabalho e a personalidade de Antero dos Santos Pereira ao longo da sua vida, distinguindo o mesmo com um diversificado leque de prémios e homenagens.
- 2001 - "Medalha de Mérito - Grau Prata" - Município de Chaves
- 2002 - "Prémio Rotário de Mérito Empresarial" - Rotary Club de Chaves[2]
- 2015 - Homenagem ao contributo para o desenvolvimento da Cidade de Chaves - "Rua Antero dos Santos Pereira" - Município de Chaves[3]
- 2018 - "Prémio Carreira" - Projeto Novo Rumo a Norte